# Adonisea carolinensis
Adonisea carolinensis là một loài bướm đêm trong họ Noctuidae.